# Tony Choy
Tony Choy (L'Avana, 1971) è un bassista statunitense, conosciuto per la sua poliedricità musicale.

## Biografia
I gruppi più famosi in cui ha militato sono Cynic, Atheist e Pestilence.
Choy ha cantato e ha suonato il basso in un gruppo pop latino chiamato Area 305 dal 2002 e nel 2004 e ha ricevuto un Grammy come bassista latino dell'anno.
Vive a Miami, Florida, ha fondato una casa discografica chiamata Achoymusic ed è endorser della azienda californiana Zon Guitars, marca specializzata nella produzione di chitarre e bassi.
Tony tuttora suona anche con i C-187, realizzando il primo album nel  2007 con la Mascot Records. I membri sono Patrick Mameli, Sean Reinert e Tony Jelencovich.

## Discografia
- 1991 - Atheist – Unquestionable Presence
- 1991 - Pestilence - Testimony of the Ancients
- 1995 - Atheist – Elements
- 2001 - Juan Gabriel – Por Los Siglos
- 2002 - Area 305 – Area 305
- 2004 - Area 305 – Hay Que Cambiar
- 2007 - C-187 – Collision
- 2009 - Pestilence - Resurrection Macabre
- 2009 - Atheist – Unquestionable Presence: Live At Wacken
- 2010 - Area 305 – Versión 2.0